# Oribe Peralta
Oribe Peralta Morones (n. 12 ianuarie 1984, Torreón⁠(d), Coahuila de Zaragoza, Mexic) este un fotbalist profesionist mexican, care în prezent evoluează pe postul de atacant la Club América în Liga MX și la Echipa națională de fotbal a Mexicului
Peralta și-a inceput cariera profesională cu Monarcas Morelia, in 2003,iar in 2004 2006 s-a mutat la León respectiv Monterrey. Peralta a fost apoi vândut la Santos Laguna, apoi împrumutat la Chiapas în 2008.După ce sa întors de la împrumut, Peralta a fost un sprijin cu Santos Laguna pentru următorii cinci ani, jucând în peste 200 de meciuri și a marcat peste 70 de goluri.În mai 2014 Peralta s-a mutat la Club América.

## Inceputul carierei
Oribe Peralta a fost născut într-un orășel din apropiere de Torreón, Coahuila numit "La Partida" pentru Miguel Ángel Peralta și Julieta Morones. Fratele său mai mic Obed Peralta a fost, de asemenea, un fotbalist care a jucat pentru Club Tijuana, atunci când au fost în divizia a doua. 
La varsta de 13 ani,Peralta a intrat la prima echipa de fotbal Los Vagos din orasul sau natal.
În 1998, când era în liceu, el a făcut echipa oficială de fotbal a orașului "La Partida", pentru a juca împotriva altor Municipii din Torreon.
El a reușit să se alăture CESIFUT (Centro de Sinergia futbolista) și după un an și-a fracturat glezna,care l-a lăsat imobil pentru un an. După luni de recuperare, Peralta a reușit să obțină în Alacranes de Durango, o echipă de profesioniști și a atras atenția CD Antrenorul Guadalajara și lui Oscar Ruggeri, care l-au dus la Guadalajara pentru un proces. El va primi o invitație de la Monarcas Morelia, în cazul în care managerul Rubén Omar Romano îi va da o încercare cu echipa în care a debutat.

## Cariera de club

### Morelia
Un nativ din Torreón, Oribe Peralta a făcut debutul pentru Monarcas Morelia la 22 februarie 2003, vine ca un substitut în a doua jumătate a unui meci de campionat împotriva Club América, care sa încheiat într-o înfrângere 1-2. Peralta a jucat apoi cel de-al doilea său meci din primul său sezon împotriva Cruz Azul.Pentru următoarele două sezoane Peralta nu a văzut nici o acțiune, și a fost transferat la León din a doua divizie. El a făcut 33 de meciuri și a înscris zece goluri, castigand turneul Clausura cu clubul în anul 2004.

### Monterrey
Dupa ce a jucat pentru León, Peralta sa alăturat Monterrey să se joace cu ei pentru următoarele două sezoane. Peralta a făcut debutul pentru Monterrey împotriva UANL în a doua jumătate ca un substitut în înfrângerea 2-6. În al doilea său meci, a marcat primul său gol din cariera sa în prima divizie după venirea ca un substitut, a marcat al doilea gol al meciului împotriva Cruz Azul, cu Monterrey merge pe pentru a câștiga meciul cu 3-0. Peralta încheiat primul său sezon cu cinci goluri în 22 de meciuri.Peralta a început apoi de-al doilea sezon la club ca un substitut. Pentru urmatoarele patru meciuri, a fost folosit ca un substitut. El a încheiat sezonul cu patru goluri. Pentru următoarele două sezoane, Peralta a primit mai puțin timp de joc, doar reușind să înscrie două goluri în 22 de meciuri.

### Guadalajara
In 2005,Monterrey l-a imprumutat pe Peralta la Guadalajara ca o întărire pentru turneul Copa Libertadores din 2005. El a jucat doar în patru meciuri și nu a marcat nici un gol.

### Santos Laguna
În 2006, Peralta sa mutat la Santos Laguna. El a făcut debutul împotriva Monterrey - fostul său club - a marcat primul său gol în primul său început de sezon. Peralta a încheiat sezonul cu trei goluri in 17 meciuri și două pase decisive.

### Chiapas
În 2009, Peralta a fost împrumutat de la o afacere de un an la Jaguares pentru turneul Clausura. El a avut o vraja împrumut de succes cu Jaguares, marcand 12 de goluri în 35 de apariții.
Dupa împrumutul sau de succes,Peralta a revenit la Santos Laguna în 2010. El a fost atacantul principal Santos Laguna și a continuat să înscrie 79 de goluri în timpul său cu clubul, precum și câștigarea de campionate Clausura 2008 și 2012.

### América
America platit 10 milioane dolari SUA pentru Peralta, ceea ce face transferul său cel mai scump din istoria fotbalului mexican,el va primi un salariu anual de 2,5 milioane de dolari in SUA.

## Cariera internațională

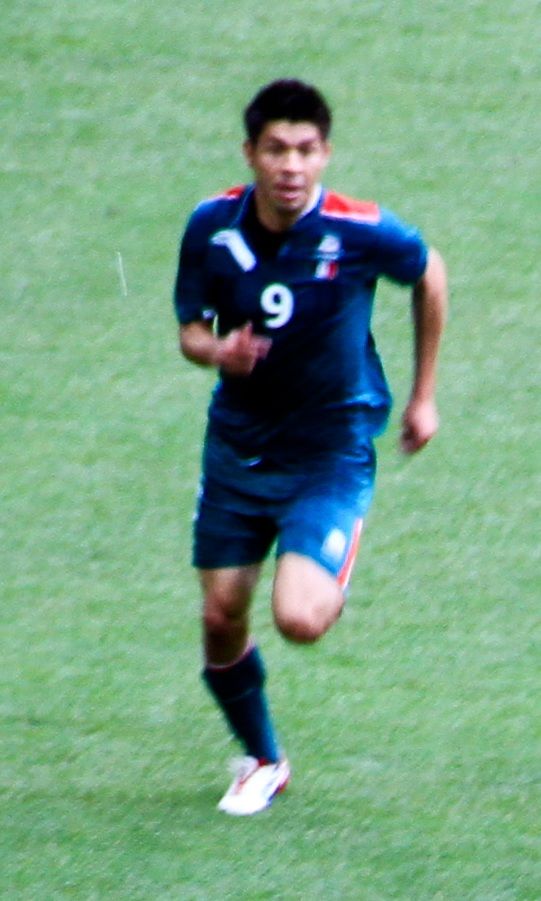
Peralta jucând cu Mexic la Jocurile Olimpice de vară din 2012

### Mexic U23
Peralta joacă pentru Mexic la Jocurile Olimpice de vară din 2012.În 2011, Peralta a fost selectat de către antrenorul Luis Fernando Tena.Mexic a castigat medalia de aur datorita lui Peralta,care a fost golgheter-ul cu 6 goluri. La începutul turneului, Peralta a marcat primul său gol într-o victorie cu 2-1 împotriva Ecuador la 19 octombrie. Două zile mai târziu, el a marcat un gol în meciul împotriva Trinidad și Tobago, care sa încheiat la egalitate 1-1. În al treilea meciul cu Uruguay, la 23 octombrie, Peralta a marcat un gol în 5-2,câștiga Mexic.Peralta a marcat un hat-trick împotriva Costa Rica pentru a face la finala împotriva Argentinei în care Mexic a câștigat cu un scor de 1-0.

#### Jocurile Olimpice de vara 2012
Antrenor Luis Fernando Tena,din nou numit Peralta pentru Jocurile Olimpice de Vară din 2012 de la Londra.Peralta a participat la toate meciurile Mexic-ului,jucând un rol vital în meciul din semi-finala împotriva Japoniei, marcand in minutul 65 de joc pentru a merge în sus cu 2-1, cu Mexic castigand meciul cu 3-1.În meciul de aur-medalie împotriva Braziliei, Peralta a marcat în primele 29 secunde de joc, fiind asistat de Javier Aquino, făcându-l cel mai rapid gol de la Jocurile Olimpice și, în orice turneu final de FIFA. Peralta a marcat al doilea gol în minutul 75, marcând o Marco Fabian lovitură liberă. Mexic a castigat meciul cu 2-1.În total, Peralta a făcut șase și a fost turneul de-al treilea cel mai bun marcator, și Mexic de top-scorer, cu patru goluri în 529 minute jucate.

### Echipa natională a Mexicului
Peralta a făcut debutul pentru Mexic,venit ca un substitut târziu în timpul unui meci amical cu Argentina la data de 9 martie 2005. El a fost inclus în pregătirile pentru Cupa Mondială din 2006, dar nu a făcut parte din echipa finală.La data de 10 august 2011, Peralta a făcut în mod oficial întoarcerea sa la echipa națională după șase ani și a marcat primul său gol pentru Mexic în Statele Unite într-un meci care sa terminat la egalitate 1-1.Oribe Peralta nu a participat în 2013 FIFA Cupa Confederațiilor sau 2013 CONCACAF Gold Cup din cauza unei accidentări.La data de 08 mai 2014, Peralta a fost selectat de catre antrenorul Miguel Herera pentru a juca la Cupa Mondiala de fotbal 2014 Brazilia.

## Viața personală
Oribe Peralta este căsătorit cu Mónica Quintana, cu care are doi copii, Romina și Diego.

## Statistici carieră

### Club
La 30 iunie 2014 
| Club           | Sezon         | Campionat          | Campionat | Campionat | Cupă    | Cupă   | Continental | Continental | Altele  | Altele | Total   | Total  |
| Club           | Sezon         | Divizia            | Meciuri   | Goluri    | Meciuri | Goluri | Meciuri     | Goluri      | Meciuri | Goluri | Meciuri | Goluri |
| -------------- | ------------- | ------------------ | --------- | --------- | ------- | ------ | ----------- | ----------- | ------- | ------ | ------- | ------ |
| Morelia        | 2002–03       | Liga MX            | 2         | 0         | —       | —      | —           | —           | —       | —      | 2       | 0      |
| Morelia        | Total         | Total              | 2         | 0         | —       | —      | —           | —           | —       | —      | 2       | 0      |
| León           | 2003–04       | Primera División A | 33        | 10        | —       | —      | —           | —           | —       | —      | 33      | 10     |
| León           | Total         | Total              | 33        | 10        | —       | —      | —           | —           | —       | —      | 33      | 10     |
| Monterrey      | 2004–05       | Liga MX            | 40        | 9         | —       | —      | —           | —           | —       | —      | 40      | 9      |
| Monterrey      | 2005–06       | Liga MX            | 24        | 2         | —       | —      | —           | —           | —       | —      | 24      | 2      |
| Monterrey      | Total         | Total              | 64        | 11        | —       | —      | —           | —           | —       | —      | 64      | 11     |
| Guadalajara    | 2004–05       | Liga MX            | 0         | 0         | —       | —      | 4           | 0           | —       | —      | 4       | 0      |
| Guadalajara    | Total         | Total              | 0         | 0         | —       | —      | 4           | 0           | —       | —      | 4       | 0      |
| Santos Laguna  | 2006–07       | Liga MX            | 35        | 4         | —       | —      | —           | —           | —       | —      | 35      | 4      |
| Santos Laguna  | 2007–08       | Liga MX            | 29        | 4         | —       | —      | —           | —           | —       | —      | 29      | 4      |
| Santos Laguna  | 2008–09       | Liga MX            | 10        | 0         | —       | —      | 4           | 2           | 2       | 0      | 16      | 2      |
| Santos Laguna  | 2009–10       | Liga MX            | 22        | 9         | —       | —      | —           | —           | 1       | 0      | 23      | 9      |
| Santos Laguna  | 2010–11       | Liga MX            | 31        | 5         | —       | —      | 9           | 3           | —       | —      | 40      | 8      |
| Santos Laguna  | 2011–12       | Liga MX            | 40        | 28        | —       | —      | 8           | 7           | —       | —      | 48      | 35     |
| Santos Laguna  | 2012–13       | Liga MX            | 23        | 13        | —       | —      | 8           | 0           | —       | —      | 31      | 13     |
| Santos Laguna  | 2013–14       | Liga MX            | 35        | 19        | 2       | 0      | 5           | 3           | —       | —      | 42      | 22     |
| Santos Laguna  | Total         | Total              | 225       | 82        | 2       | 0      | 34          | 15          | 3       | 0      | 264     | 97     |
| Chiapas (loan) | 2008–09       | Liga MX            | 19        | 6         | —       | —      | —           | —           | —       | —      | 19      | 6      |
| Chiapas (loan) | 2009–10       | Liga MX            | 16        | 6         | —       | —      | —           | —           | —       | —      | 16      | 6      |
| Chiapas (loan) | Total         | Total              | 35        | 12        | —       | —      | —           | —           | —       | —      | 35      | 12     |
| América        | 2014–15       | Liga MX            | 0         | 0         | 0       | 0      | 0           | 0           | 0       | 0      | 0       | 0      |
| América        | Total         | Total              | 0         | 0         | 0       | 0      | 0           | 0           | 0       | 0      | 0       | 0      |
| Total carieră  | Total carieră | Total carieră      | 359       | 115       | 2       | 0      | 38          | 15          | 3       | 0      | 402     | 130    |

1. ↑  Include Copa Libertadores and CONCACAF Champions League.
2. ↑  Include InterLiga and North American SuperLiga.

#### Goluri internaționale
| #   | Data              | Stadion                                              | Adversar                   | Scor | Rezultat | Competiția                                             |
| --- | ----------------- | ---------------------------------------------------- | -------------------------- | ---- | -------- | ------------------------------------------------------ |
| 1.  | 10 august 2011    | Lincoln Financial Field, Philadelphia, SUA           | Statele Unite ale Americii | 1–0  | 1–1      | Meciuri amicale                                        |
| 2.  | 25 ianuarie 2012  | Reliant Stadium, Houston, SUA                        | Venezuela                  | 3–1  | 3–1      | Meciuri amicale                                        |
| 3.  | 12 octombrie 2012 | BBVA Compass Stadium, Houston, SUA                   | Guyana                     | 2–0  | 5–0      | Calificările pentru Campionatul Mondial de Fotbal 2014 |
| 4.  | 16 octombrie 2012 | Estadio Corona, Torreón, Mexico                      | El Salvador                | 1–0  | 2–0      | Calificările pentru Campionatul Mondial de Fotbal 2014 |
| 5.  | 14 august 2013    | MetLife Stadium, East Rutherford, SUA                | Coasta de Fildeș           | 2–0  | 4–1      | Meci amical                                            |
| 6.  | 14 august 2013    | MetLife Stadium, East Rutherford, SUA                | Coasta de Fildeș           | 3–0  | 4–1      | Meci amical                                            |
| 7.  | 6 septembrie 2013 | Estadio Azteca, Ciudad de México, Mexic              | Honduras                   | 1–0  | 1–2      | Calificările pentru Campionatul Mondial de Fotbal 2014 |
| 8.  | 11 octombrie 2013 | Estadio Azteca, Ciudad de México, Mexic              | Panama                     | 1–0  | 2–1      | Calificările pentru Campionatul Mondial de Fotbal 2014 |
| 9.  | 15 octombrie 2013 | Estadio Nacional de Costa Rica, San Jose, Costa Rica | Costa Rica                 | 1–1  | 1–2      | Calificările pentru Campionatul Mondial de Fotbal 2014 |
| #.  | 30 octombrie 2013 | Qualcomm Stadium, San Diego, SUA                     | Finlanda                   | 3–1  | 4–2      | Amical neoficial                                       |
| 10. | 13 noiembrie 2013 | Estadio Azteca, Ciudad de México, Mexic              | Noua Zeelandă              | 3–0  | 5–1      | Calificările pentru Campionatul Mondial de Fotbal 2014 |
| 11. | 13 noiembrie 2013 | Estadio Azteca, Ciudad de México, Mexic              | Noua Zeelandă              | 4–0  | 5–1      | Calificările pentru Campionatul Mondial de Fotbal 2014 |
| 12. | 20 noiembrie 2013 | Westpac Stadium, Wellington, New Zealand             | Noua Zeelandă              | 1–0  | 4–2      | Calificările pentru Campionatul Mondial de Fotbal 2014 |
| 13. | 20 noiembrie 2013 | Westpac Stadium, Wellington, New Zealand             | Noua Zeelandă              | 2–0  | 4–2      | Calificările pentru Campionatul Mondial de Fotbal 2014 |
| 14. | 20 noiembrie 2013 | Westpac Stadium, Wellington, New Zealand             | Noua Zeelandă              | 3–0  | 4–2      | Calificările pentru Campionatul Mondial de Fotbal 2014 |
| 15. | 29 ianuarie 2014  | Alamodome, San Antonio, SUA                          | Coreea de Sud              | 1–0  | 4–0      | Meci amical                                            |
| 16. | 13 iunie 2014     | Arena das Dunas, Natal, Brazilia                     | Camerun                    | 1–0  | 1–0      | Campionatul Mondial de Fotbal 2014                     |

## Palmares

### Club
León
- Primera División A (1): Clausura 2004

Santos Laguna
- Primera División (2): Clausura 2008, Clausura 2012

### Internațional
Mexic U23
- Jocurile Panamericane (1): 2011
- Jocurile Olimpice de vară (1): 2012

### Individual
- Golgheter la Jocurile Panamericane 2011
- Cel mai bun atacant al turneului (2): Apertura 2011;Clausura 2012;
- Jucătorul turneului (1): Clausura 2012
- Jucătorul turneului  CONCACAF Champions League (1): 2012
- Golgheter CONCACAF Champions League (1): 2012
- Cel mai bun jucător din CONCACAF (1): 2013